# Ярумаль
Ярумаль (исп. Yarumal) — город и муниципалитет на севере Колумбии, на территории департамента Антьокия. Входит в состав субрегиона Северная Антьокия.

## История
Поселение из которого позднее вырос город было основано в 1787 году. Муниципалитет Ярумаль был выделен в отдельную административную единицу в 1821 году. В Ярумале родился колумбийский поэт и общественный деятель Эпифанио Мехия.

## Географическое положение

Муниципалитет Ярумаль

Город расположен в северной части департамента, в гористой местности Центральной Кордильеры, на расстоянии приблизительно 73 километров к северо-северо-востоку (NNE) от Медельина, административного центра департамента. Абсолютная высота — 2379 метров над уровнем моря.

Муниципалитет Ярумаль граничит на севере с муниципалитетами Брисеньо и Вальдивия, на востоке — с муниципалитетами Анори, Кампаменто и Ангостура, на юге — с муниципалитетом Санта-Роса-де-Осос, на западе — с муниципалитетами Сан-Андрес-де-Куэркия и Толедо. Площадь муниципалитета составляет 724 км².

## Население
По данным Национального административного департамента статистики Колумбии, совокупная численность населения города и муниципалитета в 2012 году составляла 45 177 человек.
Динамика численности населения муниципалитета по годам:
| 2005   | 2006   | 2007   | 2008   | 2009   | 2010   | 2011   | 2012   |
| ------ | ------ | ------ | ------ | ------ | ------ | ------ | ------ |
| 41 240 | 41 836 | 42 387 | 42 941 | 43 491 | 44 053 | 44 620 | 45 177 |

Согласно данным переписи 2005 года мужчины составляли 46,8 % от населения Ярумаля, женщины — соответственно 53,2 %. В расовом отношении белые и метисы составляли 98,1 % от населения города; негры, мулаты и райсальцы — 1,9 %.
Уровень грамотности среди всего населения составлял 87,9 %.

## Экономика
Основу экономики Ярумаля составляют сельскохозяйственное производство, горнодобывающая промышленность и торговля.
57,4 % от общего числа городских и муниципальных предприятий составляют предприятия торговой сферы, 28,6 % — предприятия сферы обслуживания, 12,8 % — промышленные предприятия, 1,2 % — предприятия иных отраслей экономики.